# Жан II де Шалон-Арле
Жан II де Шалон-Арле (фр. Jean II de Chalon-Arlay, ум. 25/26 февраля 1362, Нозеруа) — сеньор д’Арле, де Витто, д’Аргёль и де Кюизо.
Сын Гуго I де Шалон-Арле, сеньора д’Арле, и Беатрисы де ла Тур дю Пен.
В 1347 участвовал в восстании баронов Франш-Конте вместе с Генрихом I де Монфоконом, графом Монбельяра, Рудольфом Гессенским, маркграфом Бадена, Тьебо V де Нёшателем и Жаном III де Фоконье.
Умер от чумы.

## Семья
1-я жена (до 1332): Маргарита де Мелло (ум. 1360), дама де Сент-Эрмин, дочь Дрё IV де Мелло, сеньора де Сент-Эрмин и де Шато-Шинон, и Элеоноры Савойской.
Дети:
- Гуго II де Шалон-Арле (1334—1388)
- Жан де Шалон-Арле (ум. 1360), сеньор д’Оберив. Был убит одним из своих братьев. Жена (1355): Маргарита Лотарингская (ум. после 1376), дочь Ферри IV, герцога Лотарингии и Елизаветы фон Габсбург. Дочь:
  - Жанна де Шалон (ум. после 1412), дама д’Оберив. Муж: Жан III де Ла Шамбр
- Луи I де Шалон-Арле (ум. 1366), сеньор де Витто, д’Аргёль и де Кюизо
- Маргарита де Шалон (ок. 1338 — июль 1392). Муж: Этьен де Монфокон, граф Монбельяра (ок. 1325 — 2.11.1397)
- Беатриса де Шалон (ум. после 1402), дама де Бруа. Муж (4.08.1362): Антуан де Божё (ум. 1374)
- Жанна де Шалон (ум. 1380). Муж: Жан де Вержи, сеньор де Шанлит

2-я жена (1361): Мария Женевская (ум. после 1396), дочь графа Амедея III Женевского, и Матильды Булонской